# Palosaari (ö i Finland, Norra Savolax, Varkaus, lat 62,67, long 27,63)
Palosaari är en ö i Finland. Den ligger i sjön Kallavesi och i sjön Kallavesi och i  kommunen Leppävirta i den ekonomiska regionen  Varkaus ekonomiska region  och landskapet Norra Savolax, i den centrala delen av landet, 300 km nordost om huvudstaden Helsingfors. Öns area är 1,2 hektar och dess största längd är 180 meter i öst-västlig riktning.